# 78 Pegasi
78 Pegasi là tên của một hệ sao đôi nằm trong một chòm sao phương bắc tên là Phi Mã. Với cấp sao biểu kiến là 4,93, ta có thể thấy hệ này bằng mắt thường với một điểm sáng mờ màu cam. Để có thể nhìn thấy nó rõ ràng nhất, ta cần có một vị trí cách xa thành thị (do sự ô nhiễm ánh sáng làm hạn chế tầm nhìn) và điều kiện thời tiết tốt. Dựa trên giá trị thị sai đo được từ trái đất, hệ này cách mặt trời với khoảng cách xấp xỉ là 224 năm ánh sáng. Nhưng hiện tại, nó đang di chuyển gần hơn về phía chúng ta với vận tốc khoảng 8 km/s.Năm 1862, nhà thiên văn học người Mĩ Alvan Graham Clark đã phát hiện ra nó. Chu kì quỹ đạo của nó là 630 năm với độ lệch tâm quỹ đạo là 0,11.
Ngôi sao chính, được định danh là 78 Pegasi A, là một sao khổng lồ với quang phổ loại K0 III và có cấp sao biểu kiến là 5,07. Nghĩa là nó đang rút cạn hydro trong lõi của nó và khuếch đại bán kính lên gấp 10 lần bán kính mặt trời. Khối lượng của nó gấp 1,5 và độ sáng gấp 57 lần khi so sánh với mặt trời. Nhiệt độ hiệu dụng nơi quang cầu của nó là 4898 Kelvin. Ngôi sao thứ hai được định danh là 78 Pegasi B và có cấp sao biểu kiến là 8,10.

## Dữ liệu hiện tại
Theo như quan sát, đây là hệ sao nằm trong chòm sao Phi Mã và dưới đây là một số dữ liệu khác:
Xích kinh 23h 43m 59.48560s
Xích vĩ 29° 21′ 41.2342″
Cấp sao biểu kiến 4.93 (5.07 / 8.10)
Cấp sao tuyệt đối 0.75
Vận tốc xuyên tâm 8.33
Loại quang phổ K0III
| b-v = +0.96
Giá trị thị sai 14,54 +/- 0,56